# 도요다촌 (사이타마현)
도요다촌(豊田村)은 사이타마현 기타카쓰시카군에 있던 촌이다. 현재의 구키시의 북부에 해당한다. 1957년에 구리하시정, 시즈카촌과 합병해 새로운 구리하시정이 되어 소멸하였다.

## 역사
- 1889년 4월 1일 - 정촌제 시행에 수반해 기타카쓰시카군 도요다촌이 성립하였다.
- 1944년 4월 1일 - 구리하시정, 시즈카촌과 합병해, 새로운 구리하시정이 성립하여, 동일 도요다촌 (초대)은 폐지되었다.
- 1949년 10월 1일 - 구리하시정에서 분립해, 도요다촌 (2차)이 성립하였다.
- 1957년 4월 1일 - 구리하시정, 시즈카촌과 합병해, 새로운 구리하시정이 성립하여, 동일 도요다촌 (2차)은 폐지되었다.